# مولکول چسبندگی سلول عصبی
مولکول چسبندگی سلول عصبی (انگلیسی: Neural cell adhesion molecule) یا «NCAM» که با نام «CD56» هم شناخته می‌شود، یک گلیکوپروتئین اتصالی هوموفیلیک است که بر سطح سلول‌های عصبی، سلول‌های گلیال و سلول‌های ماهیچه اسکلتی بیان می‌شود. این پروتئین همچنین در برخی سلول‌های خونی به‌ویژه در سلول‌های کشنده طبیعی (NK cells)، لنفوسیت‌های تی گامادلتا (γδ) و لنفوسیت‌های تی CD8+ و سلول‌های دندریتیک یافت می‌شود.
این مولکول در چسبندگی سلول به سلول، رشد نورونی، انعطاف‌پذیری سیناپسی، یادگیری و حافظه نقش دارد.
این پروتئین در سلول‌های برخی سرطان‌ها نظیر مولتیپل میلوما، نفروبلاستوما، نوروبلاستوما، لنفوم سلول‌های NK/T، فئوکروموسیتوما، پاراگانگلیونوما، سرطان ریه نوع سلول کوچک و سارکوم یوئینگ، کارسینوم سلول‌های آسینار لوزالمعده، سرطان‌های خون میلوئیدی (AML و CML) و تومورهای نوروآندوکرین نیز حضور دارد.